# Vasīān
Vasīān (persiska: وَسيان, وِسِيان, وِيسيّان, وِيسيان, چَم باغِ وِيسيان) är en ort i Iran.   Den ligger i provinsen Lorestan, i den västra delen av landet, 400 km sydväst om huvudstaden Teheran. Vasīān ligger 991 meter över havet och antalet invånare är 1 817.
Terrängen runt Vasīān är huvudsakligen kuperad, men åt nordost är den platt. Vasīān ligger nere i en dal. Runt Vasīān är det ganska tätbefolkat, med 72 invånare per kvadratkilometer. Vasīān är det största samhället i trakten. Omgivningarna runt Vasīān är i huvudsak ett öppet busklandskap.